# Wereldkampioenschappen schaatsen afstanden 2011 - Ploegenachtervolging vrouwen
De ploegenachtervolging vrouwen op de wereldkampioenschappen schaatsen afstanden 2011 werd gehouden op zondag 13 maart 2011 in de Max Aicher Arena in Inzell, Duitsland.
De acht hoogst geklasseerde landen van de Wereldbeker schaatsen 2010/2011 - Ploegenachtervolging vrouwen mochten deelnemen aan het WK; gastland Duitsland was automatisch geplaatst ook indien het niet bij de top acht van de wereldbeker zou eindigen.

## Statistieken

### Uitslag
| #      | Land             | Schaatssters                                                | Tijd    |
| ------ | ---------------- | ----------------------------------------------------------- | ------- |
| Goud   | Canada           | Cindy Klassen Christine Nesbitt Brittany Schussler          | 2.59,74 |
| Zilver | Nederland        | Marrit Leenstra Diane Valkenburg Ireen Wüst                 | 3.00,43 |
| Brons  | Duitsland        | Stephanie Beckert Isabell Ost Claudia Pechstein             | 3.01,82 |
| 4      | Japan            | Shiho Ishizawa Nao Kodaira Miho Takagi                      | 3.03,20 |
| 5      | Noorwegen        | Hege Bøkko Mari Hemmer Ida Njåtun                           | 3.04,26 |
| 6      | Rusland          | Jevgenia Dmitrieva Jekaterina Lobysjeva Jekaterina Sjichova | 3.05,28 |
| 7      | Polen            | Natalia Czerwonka Katarzyna Woźniak Luiza Złotkowska        | 3.06,30 |
| 8      | Verenigde Staten | Rebekah Bradford Heather Richardson Jilleanne Rookard       | 3.10,76 |

### Loting
| Rit |                  |           |
| --- | ---------------- | --------- |
| 1   | Verenigde Staten | Canada    |
| 2   | Japan            | Polen     |
| 3   | Noorwegen        | Duitsland |
| 4   | Nederland        | Rusland   |

2005 · 
2007 · 
2008 · 
2009 · 
2011 · 
2012 · 
2013 · 
2015 · 
2016 · 
2017 · 
2019 · 
2020 · 
2021 · 
2023 · 
2024 · 
2025